# Hanul dintre dealuri
Hanul dintre dealuri este un film românesc din 1988 regizat de Cristiana Nicolae după un scenariu propriu ce a adaptat nuvela „La hanul lui Mânjoală” (1898) a lui Ion Luca Caragiale. Rolurile principale au fost interpretate de actorii Florin Busuioc, Dana Dogaru și Alexandru Repan.

## Distribuție
Distribuția filmului este alcătuită din:
- Florin Busuioc — Ștefan, vlăstarul unei familii scăpătate, ginerele polcovnicului
- Dana Dogaru — hangița văduvă Mânjoloaia
- Alexandru Repan — polcovnicul Dimitrie Vasile Iordache
- Gina Patrichi — baba Aspasia, slujnica de la hanul lui Mânjoală
- Mariana Buruiană — Kira Valeria Iordache, fiica polcovnicului
- Teofil Vîlcu — vânzătorul de oglinzi-iluzii
- Cornelia Gheorghiu — boieroaică văduvă, mama lui Ștefan
- Dem Niculescu
- Valentin Popescu — Calist, comandantul trupei de arnăuți
- Laurențiu Lazăr — arnăut
- Petrică Nicolae — arnăutul mut, fost tâlhar
- Victor Moldovan
- Dalila Gall
- Vasile Boghiță — arnăut
- Ion Pascu — starețul schitului de la munte
- Cătălina Florescu
- Irina Dogaru
- Cornel Scripcaru
- Florin Anton
- Dan Florin Pipera
- Eugenia Cotovelea
- Angelica Manolache
- Antoaneta Ivanov
- Letiția Comănescu
- Alexandru Georgescu
- Gheorghe Stanciu
- Ion Albu
- Adrian Ștefănescu
- Ion Barbu
- Paul Fister — arnăut

## Primire
Filmul a fost vizionat de 1.325.083 de spectatori în cinematografele din România, după cum atestă o situație a numărului de spectatori înregistrat de filmele românești de la data premierei și până la data de 31 decembrie 2014 alcătuită de Centrul Național al Cinematografiei.